# Liste der lettischen Verwaltungsgliederung (2009–2021)

## Republik-Städte
| Nr. | Stadt      | Wappen | Republik-Stadtrechte | Fläche | Einwohnerzahl | Siedlungsdichte |
| --- | ---------- | ------ | -------------------- | ------ | ------------- | --------------- |
| 1   | Daugavpils |        | 1940                 | 072,48 | 102.496       | 1414,1          |
| 2   | Jēkabpils  |        | 2009                 | 023,00 | 026.284       | 1142,8          |
| 3   | Jelgava    |        | 1940                 | 060,10 | 064.516       | 1073,5          |
| 4   | Jūrmala    |        | 1959                 | 100,00 | 056.060       | 0560,6          |
| 5   | Liepāja    |        | 1940                 | 060,37 | 083.884       | 1389,5          |
| 6   | Rēzekne    |        | 1953                 | 017,48 | 034.912       | 1997,3          |
| 7   | Rīga       |        | 1931/1940            | 307,17 | 703.581       | 2290,0          |
| 8   | Valmiera   |        | 2009                 | 018,18 | 027.217       | 1497,1          |
| 09  | Ventspils  |        | 1940                 | 055,40 | 042.657       | 0770,0          |

## Bezirke
| Nr. | Bezirk              | Wappen | Zentrum      | Städte                             | Gemeinden | Fläche | Einwohnerzahl | Einwohnerdichte |
| --- | ------------------- | ------ | ------------ | ---------------------------------- | --- | ------ | ------------- | --------------- |
| 01  | Bezirk Ādaži        |        | Ādaži        | 0                                  | 0 | 0162,9 | 09.878        | 060,6           |
| 02  | Bezirk Aglona       |        | Aglona       | 0                                  | 04 Aglonas pagasts Grāveru pagasts Kastuļinas pagasts Šķeltovas pagasts | 0392,7 | 04.426        | 011,3           |
| 03  | Bezirk Aizkraukle   |        | Aizkraukle   | 1 (Aizkraukle)                     | 01 (Aizkraukles pagasts) | 0102,3 | 09.986        | 097,6           |
| 04  | Bezirk Aizpute      |        | Aizpute      | 1 (Aizpute)                        | 05 Aizputes pagasts Cīravas pagasts Kalvenes pagasts Kazdangas pagasts Lažas pagasts | 0640,2 | 10.368        | 016,2           |
| 05  | Bezirk Aknīste      |        | Aknīste      | 1 (Aknīste)                        | 03 Aknīstes pagasts Asares pagasts Gārsenes pagasts | 0285,0 | 03.236        | 011,4           |
| 06  | Bezirk Aloja        |        | Aloja        | 2 Aloja Staicele                   | 04 Alojas pagasts Braslavas pagasts Brīvzemnieku pagasts Staiceles pagasts | 0630,7 | 06.025        | 009,6           |
| 07  | Bezirk Alsunga      |        | Alsunga      | 0                                  | 0 | 0190,0 | 01.620        | 008,5           |
| 08  | Bezirk Alūksne      |        | Alūksne      | 1 (Alūksne)                        | 15 Alsviķu pagasts Annas pagasts Ilzenes pagasts Jaunalūksnes pagasts Jaunannas pagasts Jaunlaicenes pagasts Kalncempju pagasts Liepnas pagasts Malienas pagasts Mālupes pagasts Mārkalnes pagasts Pededzes pagasts Veclaicenes pagasts Zeltiņu pagasts Ziemera pagasts | 1699,8 | 19.221        | 011,3           |
| 09  | Bezirk Amata        |        | Drabesi      | 0                                  | 05 Amatas pagasts Drabešu pagasts Nītaures pagasts Skujenes pagasts Zaubes pagasts | 0741,8 | 06.357        | 008,6           |
| 10  | Bezirk Ape          |        | Ape          | 1 (Ape)                            | 04 Apes pagasts Gaujienas pagasts Trapenes pagasts Virešu pagasts | 0545,1 | 04.287        | 007,9           |
| 11  | Bezirk Auce         |        | Auce         | 1 (Auce)                           | 06 Bēnes pagasts Īles pagasts Lielauces pagasts Ukru pagasts Vecauces pagasts Vītiņu pagasts | 0517,8 | 08.564        | 016,5           |
| 12  | Bezirk Babīte       |        | Piņķi        | 0                                  | 02 Babītes pagasts Salas pagasts | 0241,7 | 09.223        | 038,2           |
| 13  | Bezirk Baldone      |        | Baldone      | 1 (Baldone)                        | 01 (Baldones pagasts) | 0179,1 | 05.726        | 029,7           |
| 14  | Bezirk Baltinava    |        | Baltinava    | 0                                  | 0 | 0185,0 | 01.351        | 007,3           |
| 15  | Bezirk Balvi        |        | Balvi        | 1 (Balvi)                          | 10 Balvu pagasts Bērzkalnes pagasts Bērzpils pagasts Briežuciema pagasts Krišjāņu pagasts Kubuļu pagasts Lazdulejas pagasts Tilžas pagasts Vectilžas pagasts Vīksnas pagasts | 1044,5 | 15.597        | 014,9           |
| 16  | Bezirk Bauska       |        | Bauska       | 1 (Bauska)                         | 08 Brunavas pagasts Ceraukstes pagasts Codes pagasts Dāviņu pagasts Gailīšu pagasts Īslīces pagasts Mežotnes pagasts Vecsaules pagasts | 0784,9 | 28.028        | 035,7           |
| 17  | Bezirk Beverīna     |        | Mūrmuiža     | 0                                  | 03 Brenguļu pagasts Kauguru pagasts Trikātas pagasts | 0301,8 | 03.553        | 011,8           |
| 18  | Bezirk Brocēni      |        | Brocēni      | 1 (Brocēni)                        | 04 Blīdenes pagasts Cieceres pagasts Gaiķu pagasts Remtes pagasts | 0498,5 | 07.068        | 014,2           |
| 19  | Bezirk Burtnieki    |        | Burtnieki    | 0                                  | 06 Burtnieku pagasts Ēveles pagasts Matīšu pagasts Rencēnu pagasts Valmieras pagasts Vecates pagasts | 0710,1 | 08.487        | 012,0           |
| 20  | Bezirk Carnikava    |        | Carnikava    | 0                                  | 0 | 0080,2 | 06.513        | 081,2           |
| 21  | Bezirk Cēsis        |        | Cēsis        | 1 (Cēsis)                          | 01 (Vaives pagasts) | 0171,7 | 19.671        | 114,6           |
| 22  | Bezirk Cesvaine     |        | Cesvaine     | 1 (Cesvaine)                       | 01 (Cesvaines pagasts) | 0190,5 | 03.114        | 016,3           |
| 23  | Bezirk Cibla        |        | Blonti       | 0                                  | 05 Blontu pagasts Ciblas pagasts Līdumnieku pagasts Pušmucovas pagasts Zvirgzdenes pagasts | 0509,4 | 03.309        | 006,5           |
| 24  | Bezirk Dagda        |        | Dagda        | 1 (Dagda)                          | 10 Andrupenes pagasts Andzeļu pagasts Asūnes pagasts Bērziņu pagasts Dagdas pagasts Ezernieku pagasts Konstantinovas pagasts Ķepovas pagasts Svariņu pagasts Šķaunes pagasts | 0948,8 | 09.331        | 009,8           |
| 25  | Bezirk Daugavpils   |        | Daugavpils   | 0                                  | 19 Ambeļu pagasts Biķernieku pagasts Demenes pagasts Dubnas pagasts Kalkūnes pagasts Kalupes pagasts Laucesas pagasts Līksnas pagasts Maļinovas pagasts Medumu pagasts Naujenes pagasts Nīcgales pagasts Salienas pagasts Skrudalienas pagasts Sventes pagasts Tabores pagasts Vaboles pagasts Vecsalienas pagasts Višķu pagasts | 1877,6 | 28.211        | 015,0           |
| 26  | Bezirk Dobele       |        | Dobele       | 1 (Dobele)                         | 10 Annenieku pagasts Auru pagasts Bērzes pagasts Bikstu pagasts Dobeles pagasts Jaunbērzes pagasts Krimūnu pagasts Naudītes pagasts Penkules pagasts Zebrenes pagasts | 0889,7 | 24.390        | 027,4           |
| 27  | Bezirk Dundaga      |        | Dundaga      | 0                                  | 02 Kolkas pagasts Dundagas pagasts | 0675,6 | 04.767        | 007,1           |
| 28  | Bezirk Durbe        |        | Lieģi        | 1 (Durbe)                          | 04 Dunalkas pagasts Durbes pagasts Tadaiķu pagasts Vecpils pagasts | 0320,7 | 03.401        | 010,6           |
| 29  | Bezirk Engure       |        | Smārde       | 0                                  | 03 Engures pagasts Lapmežciema pagasts Smārdes pagasts | 0397,9 | 08.045        | 020,2           |
| 30  | Bezirk Ērgļi        |        | Ērgļi        | 0                                  | 03 Ērgļu pagasts Jumurdas pagasts Sausnējas pagasts | 0379,5 | 03.535        | 009,3           |
| 31  | Bezirk Garkalne     |        | Rīga (Berģi) | 0                                  | 0 | 0150,5 | 07.227        | 048,0           |
| 32  | Bezirk Grobiņa      |        | Grobiņa      | 1 (Grobiņa)                        | 04 Bārtas pagasts Gaviezes pagasts Grobiņas pagasts Medzes pagasts | 0490,2 | 10.220        | 020,8           |
| 33  | Bezirk Gulbene      |        | Gulbene      | 1 (Gulbene)                        | 13 Beļavas pagasts Daukstu pagasts Druvienas pagasts Galgauskas pagasts Jaungulbenes pagasts Lejasciema pagasts Litenes pagasts Lizuma pagasts Līgo pagasts Rankas pagasts Stāmerienas pagasts Stradu pagasts Tirzas pagasts | 1876,1 | 25.073        | 013,4           |
| 34  | Bezirk Iecava       |        | Iecava       | 0                                  | 0 | 0311,6 | 09.818        | 031,5           |
| 35  | Bezirk Ikšķile      |        | Ikšķile      | 1 (Ikšķile)                        | 01 (Tīnūžu pagasts) | 0132,1 | 08.764        | 066,3           |
| 36  | Bezirk Ilūkste      |        | Ilūkste      | 2 Ilūkste Subate                   | 06 Bebrenes pagasts Dvietes pagasts Eglaines pagasts Pilskalnes pagasts Prodes pagasts Šēderes pagasts | 0648,4 | 09.062        | 014,0           |
| 37  | Bezirk Inčukalns    |        | Inčukalns    | 1 (Vangaži)                        | 1 (Inčukalna pagasts) | 0112,2 | 08.510        | 075,8           |
| 38  | Bezirk Jaunjelgava  |        | Jaunjelgava  | 1 (Jaunjelgava)                    | 06 Daudzeses pagasts Jaunjelgavas pagasts Seces pagasts Sērenes pagasts Staburaga pagasts Sunākstes pagasts | 0685,0 | 06.486        | 009,5           |
| 39  | Bezirk Jaunpiebalga |        | Jaunpiebalga | 0                                  | 02 Jaunpiebalgas pagasts Zosēnu pagasts | 0251,0 | 02.671        | 010,6           |
| 40  | Bezirk Jaunpils     |        | Jaunpils     | 0                                  | 02 Jaunpils pagasts Viesatu pagasts | 0210,2 | 02.743        | 013,0           |
| 41  | Bezirk Jēkabpils    |        | Jēkabpils    | 0                                  | 07 Ābeļu pagasts Dignājas pagasts Dunavas pagasts Kalna pagasts Leimaņu pagasts Rubenes pagasts Zasas pagasts | 0906,0 | 05.747        | 006,3           |
| 42  | Bezirk Jelgava      |        | Jelgava      | 0                                  | 13 Elejas pagasts Glūdas pagasts Jaunsvirlaukas pagasts Kalnciema pagasts Lielplatones pagasts Līvbērzes pagasts Platones pagasts Sesavas pagasts Svētes pagasts Valgundes pagasts Vilces pagasts Vircavas pagasts Zaļenieku pagasts | 1319,0 | 27.103        | 020,5           |
| 43  | Bezirk Kandava      |        | Kandava      | 1 (Kandava)                        | 06 Cēres pagasts Kandavas pagasts Matkules pagasts Vānes pagasts Zantes pagasts Zemītes pagasts | 0649,0 | 09.897        | 015,2           |
| 44  | Bezirk Kārsava      |        | Kārsava      | 1 (Kārsava)                        | 05 Goliševas pagasts Malnavas pagasts Mērdzenes pagasts Mežvidu pagasts Salnavas pagasts | 0628,4 | 06.941        | 011,0           |
| 45  | Bezirk Kocēni       |        | Kocēni       | 0                                  | 05 Bērzaines pagasts Dikļu pagasts Kocēnu pagasts Vaidavas pagasts Zilākalna pagasts | 0498,1 | 07.018        | 014,1           |
| 46  | Bezirk Koknese      |        | Koknese      | 0                                  | 03 Bebru pagasts Iršu pagasts Kokneses pagasts | 0360,6 | 06.036        | 016,7           |
| 47  | Bezirk Krāslava     |        | Krāslava     | 1 (Krāslava)                       | 11 Aulejas pagasts Indras pagasts Izvaltas pagasts Kalniešu pagasts Kaplavas pagasts Krāslavas pagasts Kombuļu pagasts Piedrujas pagasts Robežnieku pagasts Skaistas pagasts Ūdrīšu pagasts | 1078,4 | 19.811        | 018,4           |
| 48  | Bezirk Krimulda     |        | Ragana       | 0                                  | 02 Krimuldas pagasts Lēdurgas pagasts | 0339,1 | 05.778        | 017,0           |
| 49  | Bezirk Krustpils    |        | Krustpils    | 0                                  | 06 Atašienes pagasts Krustpils pagasts Kūku pagasts Mežāres pagasts Variešu pagasts Vīpes pagasts | 0812,2 | 06.680        | 008,2           |
| 50  | Bezirk Kuldīga      |        | Kuldīga      | 1 (Kuldīga)                        | 13 Ēdoles pagasts Gudenieku pagasts Īvandes pagasts Kabiles pagasts Kurmāles pagasts Laidu pagasts Padures pagasts Pelču pagasts Rendas pagasts Rumbas pagasts Snēpeles pagasts Turlavas pagasts Vārmes pagasts | 1756,7 | 27.213        | 015,5           |
| 51  | Bezirk Ķegums       |        | Ķegums       | 1 (Ķegums)                         | 03 Rembates pagasts Birzgales pagasts Tomes pagasts | 0490,0 | 06.306        | 012,9           |
| 52  | Bezirk Ķekava       |        | Ķekava       | 1 (Baloži)                         | 02 Daugmales pagasts Ķekavas pagasts | 0270,2 | 21.673        | 080,2           |
| 53  | Bezirk Lielvārde    |        | Lielvārde    | 1 (Lielvārde)                      | 03 Jumpravas pagasts Lēdmanes pagasts Lielvārdes pagasts | 0225,7 | 11.400        | 050,5           |
| 54  | Bezirk Līgatne      |        | Līgatne      | 1 (Līgatne)                        | 01 (Līgatnes pagasts) | 0167,7 | 04.045        | 024,1           |
| 55  | Bezirk Limbaži      |        | Limbaži      | 1 (Limbaži)                        | 07 Katvaru pagasts Limbažu pagasts Pāles pagasts Skultes pagasts Umurgas pagasts Vidrižu pagasts Viļķenes pagasts | 1170,9 | 19.538        | 016,7           |
| 56  | Bezirk Līvāni       |        | Līvāni       | 1 (Līvāni)                         | 05 Jersikas pagasts Rožupes pagasts Rudzātu pagasts Sutru pagasts Turku pagasts | 0624,6 | 14.046        | 022,5           |
| 57  | Bezirk Lubāna       |        | Lubāna       | 1 (Lubāna)                         | 01 (Indrānu pagasts) | 0346,9 | 02.851        | 008,2           |
| 58  | Bezirk Ludza        |        | Ludza        | 1 (Ludza)                          | 09 Briģu pagasts Cirmas pagasts Isnaudas pagasts Istras pagasts Nirzas pagasts Ņukšu pagasts Pildas pagasts Pureņu pagasts Rundēnu pagasts | 0966,0 | 15.667        | 016,2           |
| 59  | Bezirk Madona       |        | Madona       | 1 (Madona)                         | 14 Aronas pagasts Barkavas pagasts Bērzaunes pagasts Dzelzavas pagasts Kalsnavas pagasts Lazdonas pagasts Liezēres pagasts Ļaudonas pagasts Mārcienas pagasts Mētrienas pagasts Ošupes pagasts Praulienas pagasts Sarkaņu pagasts Vestienas pagasts | 2153,4 | 27.732        | 013,4           |
| 60  | Bezirk Mālpils      |        | Mālpils      | 0                                  | 0 | 0220,9 | 04.039        | 018,3           |
| 61  | Bezirk Mārupe       |        | Mārupe       | 0                                  | 0 | 0103,9 | 15.130        | 145,6           |
| 62  | Bezirk Mazsalaca    |        | Mazsalaca    | 1 (Mazsalaca)                      | 04 Mazsalacas pagasts Ramatas pagasts Sēļu pagasts Skaņkalnes pagasts | 0417,0 | 03.953        | 009,5           |
| 63  | Bezirk Mērsrags     |        | Mērsrags     | 0                                  | 0 | 0109,0 | 01.832        | 016,8           |
| 64  | Bezirk Naukšēni     |        | Naukšēni     | 0                                  | 02 Ķoņu pagasts Naukšēnu pagasts | 0281,0 | 02.291        | 008,2           |
| 65  | Bezirk Nereta       |        | Nereta       | 0                                  | 04 Mazzalves pagasts Neretas pagasts Pilskalnes pagasts Zalves pagasts | 0645,5 | 04.383        | 006,8           |
| 66  | Bezirk Nīca         |        | Nīca         | 0                                  | 02 Nīcas pagasts Otaņķu pagasts | 0350,8 | 03.858        | 0011,0          |
| 67  | Bezirk Ogre         |        | Ogre         | 1 (Ogre)                           | 09 Krapes pagasts Ķeipenes pagasts Lauberes pagasts Madlienas pagasts Mazozolu pagasts Meņģeles pagasts Ogresgala pagasts Suntažu pagasts Taurupes pagasts | 0992,3 | 38.861        | 039,2           |
| 68  | Bezirk Olaine       |        | Olaine       | 1 (Olaine)                         | 01 (Olaines pagasts) | 0297,0 | 20.627        | 069,5           |
| 69  | Bezirk Ozolnieki    |        | Ozolnieki    | 0                                  | 03 Cenu pagasts Ozolnieku pagasts Salgales pagasts | 0286,1 | 10.406        | 036,4           |
| 70  | Bezirk Pārgauja     |        | Stalbe       | 0                                  | 03 Raiskuma pagasts Stalbes pagasts Straupes pagasts | 0487,5 | 04.425        | 009,1           |
| 71  | Bezirk Pāvilosta    |        | Pāvilosta    | 1 (Pāvilosta)                      | 02 Sakas pagasts Vērgales pagasts | 0515,0 | 03.233        | 006,3           |
| 72  | Bezirk Pļaviņas     |        | Pļaviņas     | 1 (Pļaviņas)                       | 03 Aiviekstes pagasts Klintaines pagasts Vietalvas pagasts | 0376,8 | 06.294        | 016,7           |
| 73  | Bezirk Preiļi       |        | Preiļi       | 1 (Preiļi)                         | 04 Aizkalnes pagasts Pelēču pagasts Preiļu pagasts Saunas pagasts | 0365,3 | 11.764        | 032,2           |
| 74  | Bezirk Priekule     |        | Priekule     | 1 (Priekule)                       | 05 Bunkas pagasts Virgas pagasts Gramzdas pagasts Kalētu pagasts Priekules pagasts | 0519,7 | 06.611        | 012,7           |
| 75  | Bezirk Priekuļi     |        | Priekuļi     | 0                                  | 04 Liepas pagasts Mārsnēnu pagasts Priekuļu pagasts Veselavas pagasts | 0301,8 | 09.293        | 031,1           |
| 76  | Bezirk Rauna        |        | Rauna        | 0                                  | 02 Drustu pagasts Raunas pagasts | 0309,0 | 04.008        | 013,0           |
| 77  | Bezirk Rēzekne      |        | Rēzekne      | 0                                  | 25 Audriņu pagasts Bērzgales pagasts Čornajas pagasts Dricānu pagasts Feimaņu pagasts Gaigalavas pagasts Griškānu pagasts Ilzeskalna pagasts Kantinieku pagasts Kaunatas pagasts Lendžu pagasts Lūznavas pagasts Mākoņkalna pagasts Maltas pagasts Nagļu pagasts Nautrēnu pagasts Ozolaines pagasts Ozolmuižas pagasts Pušas pagasts Rikavas pagasts Sakstagala pagasts Silmalas pagasts Stoļerovas pagasts Stružānu pagasts Vērēmu pagasts | 2524,1 | 31.602        | 012,5           |
| 78  | Bezirk Riebiņi      |        | Riebiņi      | 0                                  | 06 Galēnu pagasts Riebiņu pagasts Rušonas pagasts Silajāņu pagasts Sīļukalna pagasts Stabulnieku pagasts | 0630,0 | 06.179        | 009,8           |
| 79  | Bezirk Roja         |        | Roja         | 0                                  | 0 | 0200,5 | 04.412        | 031,1           |
| 80  | Bezirk Ropaži       |        | Ropaži       | 0                                  | 0 | 0326,4 | 07.130        | 021,8           |
| 81  | Bezirk Rucava       |        | Rucava       | 0                                  | 02 Dunikas pagasts Rucavas pagasts | 0449,0 | 01.998        | 004,4           |
| 82  | Bezirk Rugāji       |        | Rugāji       | 0                                  | 02 Lazdukalna pagasts Rugāju pagasts | 0512,0 | 02.652        | 005,2           |
| 83  | Bezirk Rūjiena      |        | Rūjiena      | 1 (Rūjiena)                        | 04 Ipiķu pagasts Jeru pagasts Lodes pagasts Vilpulkas pagasts | 0352,2 | 06.144        | 017,4           |
| 84  | Bezirk Rundāle      |        | Pilsrundāle  | 0                                  | 03 Rundāles pagasts Svitenes pagasts Viesturu pagasts | 0231,1 | 04.259        | 018,4           |
| 85  | Bezirk Salacgrīva   |        | Salacgrīva   | 2 Ainaži Salacgrīva                | 03 Ainažu pagasts Liepupes pagasts Salacgrīvas pagasts | 0637,6 | 09.408        | 014,8           |
| 86  | Bezirk Sala         |        | Sala         | 0                                  | 02 Sēlpils pagasts Salas pagasts | 0317,1 | 04.297        | 013,6           |
| 87  | Bezirk Salaspils    |        | Salaspils    | 1 (Salaspils)                      | 01 (Salaspils pagasts) | 0127,0 | 23.219        | 182,8           |
| 88  | Bezirk Saldus       |        | Saldus       | 1 (Saldus)                         | 15 Ezeres pagasts Jaunauces pagasts Jaunlutriņu pagasts Kursīšu pagasts Lutriņu pagasts Nīgrandes pagasts Novadnieku pagasts Pampāļu pagasts Rubas pagasts Saldus pagasts Šķēdes pagasts Vadakstes pagasts Zaņas pagasts Zirņu pagasts Zvārdes pagasts | 1683,3 | 28.705        | 017,1           |
| 89  | Bezirk Saulkrasti   |        | Saulkrasti   | 1 (Saulkrasti)                     | 01 (Saulkrastu pagasts) | 047,7  | 06.144        | 128,8           |
| 90  | Bezirk Sēja         |        | Loja         | 0                                  | 0 | 0227,9 | 02.496        | 011,0           |
| 91  | Bezirk Sigulda      |        | Sigulda      | 1 (Sigulda)                        | 03 Allažu pagasts Mores pagasts Siguldas pagasts | 0360,9 | 17.779        | 049,3           |
| 92  | Bezirk Skrīveri     |        | Skrīveri     | 0                                  | 0 | 0105,4 | 04.066        | 038,6           |
| 93  | Bezirk Skrunda      |        | Skrunda      | 1 (Skrunda)                        | 04 Nīkrāces pagasts Raņķu pagasts Rudbāržu pagasts Skrundas pagasts | 0553,2 | 05.968        | 010,8           |
| 94  | Bezirk Smiltene     |        | Smiltene     | 1 (Smiltene)                       | 08 Bilskas pagasts Blomes pagasts Brantu pagasts Grundzāles pagasts Launkalnes pagasts Palsmanes pagasts Smiltenes pagasts Variņu pagasts | 0949,0 | 14.276        | 015,0           |
| 95  | Bezirk Stopiņi      |        | Ulbroka      | 0                                  | 0 | 0053,5 | 09.908        | 185,2           |
| 96  | Bezirk Strenči      |        | Strenči      | 02 Seda Strenči                    | 02 Jērcēnu pagasts Plāņu pagasts | 0375,7 | 04.192        | 011,2           |
| 97  | Bezirk Talsi        |        | Talsi        | 4 Sabile Stende Talsi Valdemārpils | 14 Abavas pagasts Ārlavas pagasts Balgales pagasts Ģibuļu pagasts Īves pagasts Ķūļciema pagasts Laidzes pagasts Laucienes pagasts Lībagu pagasts Lubes pagasts Strazdes pagasts Valdgales pagasts Vandzenes pagasts Virbu pagasts | 1763,0 | 34.443        | 019,5           |
| 98  | Bezirk Tērvete      |        | Zelmeņi      | 0                                  | 03 Augstkalnes pagasts Bukaišu pagasts Tērvetes pagasts | 0223,8 | 04.088        | 018,3           |
| 99  | Bezirk Tukums       |        | Tukums       | 1 (Tukums)                         | 10 Degoles pagasts Džūkstes pagasts Irlavas pagasts Jaunsātu pagasts Lestenes pagasts Pūres pagasts Sēmes pagasts Slampes pagasts Tumes pagasts Zentenes pagasts | 1199,7 | 33.396        | 027,8           |
| 100 | Bezirk Vaiņode      |        | Vaiņode      | 0                                  | 02 Embūtes pagasts Vaiņodes pagasts | 0344,0 | 02.932        | 008,5           |
| 101 | Bezirk Valka        |        | Valka        | 1 (Valka)                          | 05 Ērģemes pagasts Kārķu pagasts Valkas pagasts Vijciema pagasts Zvārtavas pagasts | 0908,0 | 10.513        | 011,6           |
| 102 | Bezirk Varakļāni    |        | Varakļāni    | 1 (Varakļāni)                      | 02 Murmastienes pagasts Varakļānu pagasts | 0279,0 | 03.915        | 014,0           |
| 103 | Bezirk Vārkava      |        | Vecvārkava   | 0                                  | 03 Rožkalnu pagasts Upmalas pagasts Vārkavas pagasts | 0288,9 | 02.369        | 008,2           |
| 104 | Bezirk Vecpiebalga  |        | Vecpiebalga  | 0                                  | 05 Dzērbenes pagasts Inešu pagasts Kaives pagasts Taurenes pagasts Vecpiebalgas pagasts | 0542,5 | 04.781        | 008,8           |
| 105 | Bezirk Vecumnieki   |        | Vecumnieki   | 0                                  | 06 Bārbeles pagasts Kurmenes pagasts Skaistkalnes pagasts Stelpes pagasts Valles pagasts Vecumnieku pagasts | 0844,0 | 09.708        | 011,5           |
| 106 | Bezirk Ventspils    |        | Ventspils    | 1 (Piltene)                        | 12 Ances pagasts Jūrkalnes pagasts Piltenes pagasts Popes pagasts Puzes pagasts Tārgales pagasts Ugāles pagasts Usmas pagasts Užavas pagasts Vārves pagasts Ziru pagasts Zlēku pagasts | 2472,0 | 13.510        | 005,5           |
| 107 | Bezirk Viesīte      |        | Viesīte      | 1 (Viesīte)                        | 04 Elkšņu pagasts Rites pagasts Saukas pagasts Viesītes pagasts | 0650,5 | 04.614        | 007,1           |
| 108 | Bezirk Viļaka       |        | Viļaka       | 1 (Viļaka)                         | 06 Kupravas pagasts Medņevas pagasts Susāju pagasts Šķilbēnu pagasts Vecumu pagasts Žīguru pagasts | 0639,7 | 06.364        | 009,9           |
| 109 | Bezirk Viļāni       |        | Viļāni       | 1 (Viļāni)                         | 03 Dekšāres pagasts Sokolku pagasts Viļānu pagasts | 0285,1 | 07.098        | 024,9           |
| 110 | Bezirk Zilupe       |        | Zilupe       | 1 (Zilupe)                         | 03 Lauderu pagasts Pasienes pagasts Zaļesjes pagasts | 0308,9 | 03.651        | 011,8           |